# Benjamin Beaupré
Pour les articles homonymes, voir Beaupré.
Benjamin Beaupré (né en 1780 – mort le 27 novembre 1842) était un homme d'affaires canadien et homme politique fédéral du Bas-Canada.

## Biographie
Il est né en 1780, probablement à l'Assomption. Il était un petit commerçant et servit comme capitaine dans la milice locale. 
En 1804, Beaupré épousa Julie Mercier, la fille d'un marchand. En 1816, il fut élu à la Assemblée législative du Bas-Canada pour Leinster. 
En 1838, il épouse Charlotte Robillard, une veuve, après la mort de sa première épouse. 
En 1842, il mourut à l'Assomption.
Sa fille Élise maria Édouard-Étienne Rodier, qui était également membre de l'Assemblée législative. Sa fille Joséphine épouse Pierre-Urgel Archambault, qui est devenu membre du Conseil législatif et a également été maire de l'Assomption.